# 맬컴 배럿
맬컴 배럿(영어: Malcolm Barrett, 1980년 4월 22일 ~ )은 미국의 배우이다. NBC 드라마 《타임리스》의 루퍼스 칼린 역으로 잘 알려져 있다.

## 출연 작품

### 영화
- King of the Jungle (2000)
- 위험한 유혹 (2002)
- 리듬 오브 더 세인츠 (2003)
- American Violet (2008)
- 마이 베프 걸 (2008)
- 허트 로커 (2008)
- 로맨틱 크라운 (2011)
- Missed Connections (2012)
- 타일러 페리의 피플즈 (2013, Peeples)
- OJ: The Musical (2013)
- 캠퍼스 오바마 전쟁 (2014)
- Mission Control (2014)
- LA 대지진 (2014, 10.0 Earthquake)
- 애딕티드 투 프레스노 (2015, Addicted to Fresno)
- 워 온 에브리원 (2016, War on Everyone)
- Calico Skies (2016)
- Dinner Party (2018) - 단편
- 컴백 트레일 (2020)

### 텔레비전
- 로앤오더: 범죄 전담반 (2001, 2002)
- 타임리스 (2016-18)
- 엿보는 자들의 밤 (2023)